# BOOKEND
『BOOKEND』（ブックエンド）は、ASKAのカバー・アルバム。2011年12月7日に発売された。発売元はユニバーサル シグマ。

## 解説
2009年に、カバー・ミニアルバム『STANDARD』を発表したが、その後「フル・アルバムにしたいな」というASKAの想いが生まれたという。
また、「スタンダード」というジャンルはまだ完結しておらず、継続して歌いこんでいきたいという希望で再び制作が行われた。そして、『STANDARD』に収録された楽曲も追加する事で、フル・アルバム『BOOKEND』は完成した。
発売時期から、クリスマス・アルバムの印象を受けるが、そこに限定している訳でもなく、ASKA曰く「この時期に聴けて、そんな気持ちになってしまう楽曲を選んでみた、“ぽい” アルバムというところかな？」であるという。
本作には、ファン待望の新曲「思い出すなら」が収録されている。ASKAの新曲の発売は、2009年2月25日に発売したシングル「あなたが泣くことはない」以来である。これについてASKAは、「スタンダードを歌ったアルバムに自分の新曲を入れるっていうのもおこがましいんだけどね。でも入れないと、次の活動への方向性が見えてこないので、敢えて入れさせてもらったんです。」と述べている。
本作を引っ提げてコンサート『ASKA CONCERT 2012 昭和が見ていたクリスマス!? Prelude to The bookend』が2012年1月21日・22日の2日間、日本武道館で行われ、1月22日には全国の映画館で鑑賞できるライブシネマも開催された。

## 収録曲
| #         | タイトル                                   | 作詞                                       | 作曲                                        | 編曲      | 時間  |
| --------- | ------------------------------------------ | ------------------------------------------ | ------------------------------------------- | --------- | ----- |
| 1.        | 「Love Is A Many-Splendored Thing」        | ポール・フランシス・ウェブスター           | サミー・フェイン                            | 澤近泰輔  | 1:38  |
| 2.        | 「Have Yourself A Merry Little Christmas」 | ヒュー・マーティン                         | ラルフ・ブレイン                            | 澤近泰輔  | 4:04  |
| 3.        | 「Smile」                                  | ジェフリー・パーソンズ、ジョン・ターナー   | チャールズ・チャップリン                    | 澤近泰輔  | 2:51  |
| 4.        | 「Let It Snow! Let It Snow! Let It Snow!」 | サミー・カーン                             | ジュール・スタイン                          | 澤近泰輔  | 2:56  |
| 5.        | 「The Christmas Song」                     | ロバート・ウェルズ                         | メル・トーメ                                | 澤近泰輔  | 4:13  |
| 6.        | 「世界にMerry X'mas」                      | ASKA                                       | ASKA                                        | 澤近泰輔  | 7:05  |
| 7.        | 「My Life」                                | ビリー・ジョエル                           | ビリー・ジョエル                            | 澤近泰輔  | 4:08  |
| 8.        | 「思い出すなら」                           | ASKA                                       | ASKA                                        | 澤近泰輔  | 4:15  |
| 9.        | 「Stardust」                               | ミッチェル・パリッシュ                     | ホーギー・カーマイケル                      | 澤近泰輔  | 3:54  |
| 10.       | 「Please」                                 | ASKA                                       | ASKA                                        | 澤近泰輔  | 6:35  |
| 11.       | 「What A Wonderful World」                 | ボブ・シール、ジョージ・デヴィッド・ワイス | ボブ・シール 、ジョージ・デヴィッド・ワイス | 澤近泰輔  | 3:55  |
| 12.       | 「Good Night」                             | ジョン・レノン、ポール・マッカートニー     | ポール・マッカートニー                      | 澤近泰輔  | 3:42  |
| 合計時間: | 合計時間:                                  | 合計時間:                                  | 合計時間:                                   | 合計時間: | 49:16 |

## 楽曲解説
☆マークは『STANDARD』にも収録されている曲である
1. Love Is A Many-Splendored Thing （英語版）
1955年公開の映画『慕情』の主題歌。アカデミー賞歌曲賞を受賞。
2. Have Yourself A Merry Little Christmas （英語版）
映画『若草の頃』（1944年）の中で、ジュディ・ガーランドが歌って大ヒットした曲。
3. Smile☆
1936年に公開された映画『モダン・タイムズ』で使用された曲。
4. Let It Snow! Let It Snow! Let It Snow! （英語版）
1945年リリース曲で、翌年ビルボードで1位を獲得。日本でもいくつものCMソングとして使用されている。
映画『ダイ・ハード』のエンディング曲としても有名。
5. The Christmas Song☆
メル・トーメによる1944年作曲のクリスマスソング。
6. 世界にMerry X'mas☆
1992年にCHAGE&ASKAが発売した『GUYS』収録曲のセルフカバー。
7. My Life
1978年リリースのビリー・ジョエルの楽曲。
8. 思い出すなら
新曲。同世代の方々との共有感を大事に、ここを通るときは間違いなく分かり合えるというものを作っていこうと思って制作した楽曲。
9. Stardust☆
1927年発表の曲。1929年に歌詞がつけられ、1800以上のレコード録音が存在するスタンダード中のスタンダードナンバー。
10. Please
1990年に光GENJIに提供し、翌年にASKAのアルバム『SCENE II』にも収録されたセルフカバー曲。
澤近泰輔が、レコーディングしましょうとリクエストしたという。
11. What A Wonderful World
1968年、ルイ・アームストロングが歌って大ヒット。世界平和に願いを込めて作られた楽曲。
12. Good Night☆
1968年発売のビートルズのアルバム『ザ・ビートルズ』のラストナンバー。
『STANDARD』でもラストを飾る曲であった。

## 参加ミュージシャン
- Sound Produced, All Tracks Arranged, All Keyboards and Additional Instruments by 澤近泰輔

| Love Is A Many-Splendored Thing - Additional Vocals：澤近泰輔 Have Yourself A Merry Little Christmas - Drums：島村英二 - Bass：惠美直也 - Guitar：古川望 - Strings：クラッシャー木村ストリングス - Flute：高桑英世、森川道代 - Chromatic Harmonica：田中光栄 Smile - Drums：市原康 - Bass：河上修 - Guitar：萩谷清 - Strings：クラッシャー木村ストリングス - Trumpet, Flugel Horn：YOKAN、斎藤幹雄 - Trombone：工藤隆 - Alto Saxophone：包国充 - Tenor Saxophone：佐藤公彦、阿部剛 - Flute：阿部剛、包国充 Let It Snow! Let It Snow! Let It Snow! - Drums：岩瀬立飛 - Bass：納浩一 - Guitar：澤近立景 - Strings：クラッシャー木村ストリングス - Trumpet：YOKAN、斎藤幹雄 - Trombone：藤井裕樹 The Christmas Song - Drums：屋敷豪太 - Bass：高水“大仏”健司 - Guitar：梶原順 - Strings：クラッシャー木村ストリングス - Saxophone：山本拓夫 世界にMerry X'mas - Drums：屋敷豪太 - Guitar：今剛 - Strings：クラッシャー木村ストリングス - Chorus：KAORU - Saxophone：山本拓夫 | My Life - Drums：岩瀬立飛 - Bass：納浩一 - Guitar：澤近立景 - Trumpet：YOKAN、斎藤幹雄 - Trombone：藤井裕樹 - Alto Saxophone：包国充 - Tenor Saxophone：佐藤公彦 - Baritone Saxophone：阿部剛 思い出すなら - Drums：岩瀬立飛 - Bass：納浩一 - Guitar：今剛 - Strings：クラッシャー木村ストリングス Stardust - Bass：惠美直也 - Guitar：澤近立景 - Strings：クラッシャー木村ストリングス Please - Strings：クラッシャー木村ストリングス What A Wonderful World - Drums：島村英二 - Bass：惠美直也 - Guitar：古川望 - Strings：クラッシャー木村ストリングス Good Night - Conductor：蓜島公二 - Strings：クラッシャー木村ストリングス - Flute：高桑英世、清野真衣子 - English Horn：庄司知史 - Clarinet：山根公男 - Horns：藤田乙比古、堂山敦史 - Harp：早川りさこ |